# Niemieckie Muzeum Historyczne
Niemieckie Muzeum Historyczne (niem. Deutsches Historisches Museum, DHM) – zostało założone w 1987 przez kanclerza Republiki Federalnej Niemiec Helmuta Kohla oraz burmistrza Berlina Eberharda Diepgena z okazji 750. rocznicy założenia Berlina. Umiejscowione jest w barokowym budynku Zeughaus, najstarszym budynku alei Unter den Linden, w centralnej dzielnicy Berlina.
Zaprojektowana przez Ieoh Ming Peia rozbudowa Muzeum Historycznego zakończyła się w 2004 roku. W 2006 roku odrestaurowano zbudowany w 1695 roku Zeughaus. Odnowione Muzeum zostało otworzyła wystawa „Niemiecka historia w obrazach na przestrzeni dwóch tysiącleci”.
25 marca 2007 roku, w budynku Muzeum, została podpisana tzw. Deklaracja berlińska, będąca aktem prawnym Unii Europejskiej.

## LeMO
Muzeum razem z Haus der Geschichte der Bundesrepublik Deutschland prowadzi serwis internetowy LeMO (Lebendiges virtuelles Museum Online) zawierający informacje o historii Niemiec od 1871.